# وادي محلي (نهم)

تعديل مصدري - تعديل

وادي محلي هي إحدى قرى عزلة مرهبة بمديرية نهم التابعة لمحافظة صنعاء، بلغ تعداد سكانها 1422 نسمة حسب تعداد اليمن لعام 2004.